# 多样寡家蚁
多樣寡家蟻（學名：Carebara diversa，英文俗名：Asian marauder ant 亚洲掠夺者蚁）又称多样拟大头家蚁、全异盲切叶蚁、全异巨首蚁或全异重头蚁，是一種亞洲的寡家蟻，分佈地區主要在東亞和東南亞等地區， 這種螞蟻是最受歡迎的寵物螞蟻之一。該物種是寡家蟻屬裡面中最大的物種之一。
该物种原名全异巨首蚁（Pheidologeton diversus），属于巨首蚁属（Pheidologeton），后来巨首蚁属被撤销，全异巨首蚁正式更名为全异盲切叶蚁，并应用至今。

## 描述
多樣寡家蟻的工蟻體型约为2.3-3.5mm，體型個體較小，兵蟻的體型从5-22mm不等，兵蚁的头部比例会随着体长而变化，体型越大头部就越大。蟻后为2到2.2公分。 当中可能會有基因的缺陷，可能会繁殖出體型小或者頭比較大，又或者是左右对半不同形态的蚁后（俗称嵌合体，通常为雌雄同体）。
此蟻種雖有兵蟻（大型特化工蟻），但不常出現於戰鬥場面，主要負責大型食物切割或是擔任儲存食物的糧倉。多樣寡家蟻群落主要都是由數量最多也最小的工蟻進行打理，主要負責打獵、採集食物、群落遷移、餵食及整理蟻后和大型工蟻的身體、多樣寡家蟻的繁殖蟻等等一切活動，牠們對蟻群的貢獻功不可沒。
该物种为多蟻后制度。在野外，一个蚁群大约会有几十或几百只蚁后，工蚁数量大约在50万到100万左右（极限群落可以达到几百万只）。家养由于受到空间限制，因此通常只有几万至十几万只工蚁。

### 习性
该物种虽然并非真正意义上的行军蚁，但是却有着行军习性。与真正的行军蚁不同的是：全异盲切叶蚁拥有固定的巢穴，并且只在巢穴之外的固定范围内进行行军，而行军蚁则没有固定的巢穴，并且会不断地行军至下一个地区。
多樣寡家蟻喜好潮濕且溫暖（75% ～ 85%）的環境（25°C ～ 30°C），偏好在土壤或是腐植質的環境棲息，在東亞或是東南亞地區的草原或是農田很常見牠們的蹤跡。
由於東亞和東南亞夏季多雨的環境，造成棲息地的環境不穩定（螞蟻巢室崩塌和大量雨水淹沒），會讓多樣寡家蟻撤離原本的臨時棲息地，從而來到更相對穩定的地方棲息。而下雨天的環境也會讓多樣寡家蟻收穫大量的蛋白質資源（許多動物昆蟲會因下雨被淹沒巢穴或是交配，例:蟋蟀、白蟻等）
在日常行军的过程中，全异盲切叶蚁将会屠杀路上的一切生物。由于蚁群的庞大，再加上工蚁寿命极短，因此全异盲切叶蚁需要不断地进食高蛋白才能够维持其庞大的蚁群。

## 食物
該蟻種的食性很廣，從動物蛋白質或者植物種子甚至是人類的澱粉製品都包含在牠們的食譜裡面。也因此幾乎不挑的雜食特性，許多螞蟻飼養員在培於該蟻種時可不必擔心會缺乏食物來源的問題。
因會有儲藏種子這個特點，多樣寡家蟻也具備類似收穫蟻的的特性。

## 繁殖
該蟻種的生產能力十分強大，只需短短一年半左右的時間（約13~18月），即可達到成熟群落。同樣具備繁殖蟻（雄蟻、處女蟻后），這二者是尚未交配過的，等到繁殖期處女蟻后就會成為新一代的蟻后。
由於其優秀的生存發展能力，族群很快會到一個頂峰值，此刻的資源會來到供不應求。而多樣寡家蟻會用分巢的方式來降低資源的分配密度，即是交配過後的處女蟻后帶領一部分的蟻群離開原群落，到新地方發展。
多樣寡家蟻是一種十分特殊的螞蟻，具備不需婚飛就可以交配的特殊螞蟻。他們是由雄蟻飛到有未交配蟻后的蟻巢，在地面進行交配的儀式，所以未交配的蟻后是不飛的（會離開巢穴洞口，由數百隻的小工蟻引導在處女蟻后出來並爬在其身上進行保衛動作），等待其他巢的雄蟻到來交配。這裡要注意，同巢的雄蟻和蟻后無法同巢交配（指雄蟻和處女蟻后都來自同個蟻后），保證基因的多樣性。
當雄蟻來到處女蟻后的巢穴（通常是數隻雄蟻到來），小工蟻會上前引導雄蟻與處女蟻后見面並交配，成功交配之後雄蟻會在數分鐘後死亡。
交配過後的處女蟻后，會帶領一部分的蟻群離開原群落，來到新的區域發展，不和其他群落爭奪資源，從而新的循環。